# Christoffer Wilhelm Eckersberg
Christoffer Wilhelm Eckersberg (Blåkrog, 1783. január 2. – Koppenhága, 1853. július 22.) dán festő.  Dániában, a dél-jütlandi régióban, Blåkrogban született, ő  volt az aki lerakta a dán festészet aranykoraként ismert időszak alapjait, a dán fesrészet atyjaként említik.

## Életpályája

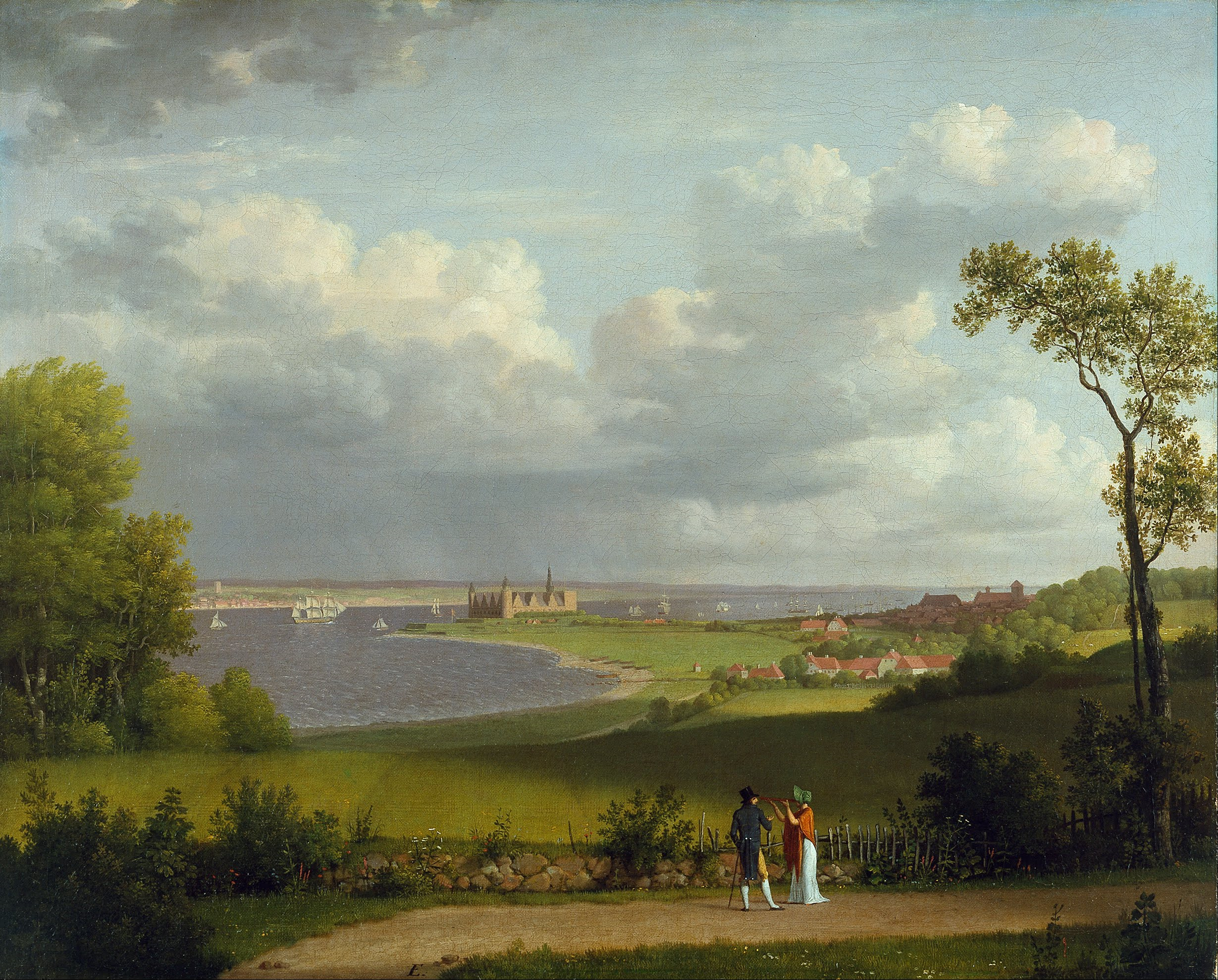
Kronborg várának látképe

Christoffer Wilhelm Eckersberg 1783. január 2-án született Dániában a Schleswigi Hercegség Blåkrog nevű településén (Jütland déli részén Dániában), Henrik Vilhelm Eckersberg festő és asztalos, valamint Ingeborg Nielsdatter gyermekeként. 1786-ban családjával Blansbe, egy Alssund melletti faluba költözött. Ideköltözésük után szívesen készített rajzokat a környező vidékről, és vitorlázott apja hajóján. Festő képzését 1797–1800-ban az Aabenraaból való Jes Jessen portréfestőnél kezdte meg, majd 17 évesen Josiah Jacob Jessen vezetésével Flensborgban folytatta, ahol 1800 májusában lett tanonc. Célja volt azonban, hogy felvételt nyerjen Koppenhágában a Dán Királyi Művészeti Akadémiára (Det Kongelige Danske Kunstakademi).

## Akadémiai évei
Eckersberg már a gyakornoksága alatt szakképzett rajzokat és festményeket készített. Miután összeszedett némi pénzt, melybe beletartoztak a helyi jóakarók anyagi támogatásai is, majd 1803. május 23-án megérkezett a koppenhágai Tollbooth-ba. 1803-ban fizetés nélkül felvették az Akadémiára, ahol többek között Nicolai Abraham Abildgaardnál tanult.
Tanulmányaival jól haladt, történelmi tárgyú festményeket, portrékat és tájképeket festett. A közte és Abildgaard között kialakult súrlódás azonban akadályozta előrehaladását, és csak 1809-ben, Abildgaard halála után nyerte meg az Akadémia nagy aranyérmét. Hogy megélhetését biztosítsa kézi munkásként is dolgozott, rajzokat készített rézkarcokhoz. Bár az Akadémia nagy aranyérmével együtt utazási ösztöndíjat is ígértek, a tényleges pénzeszközöket csak 1812-ben bocsátják rendelkezésre. 
1810. július 1-jén feleségül vette E. Christine Rebecca Hyssinget, hogy „legitimálja” az időközben született fiát, Erling Carl Vilhelm Eckersberget. Erling végül apja nyomdokaiba lépett akadémiai végzettséget és rézmetszői képesítést szerezve.

## Diákutazások

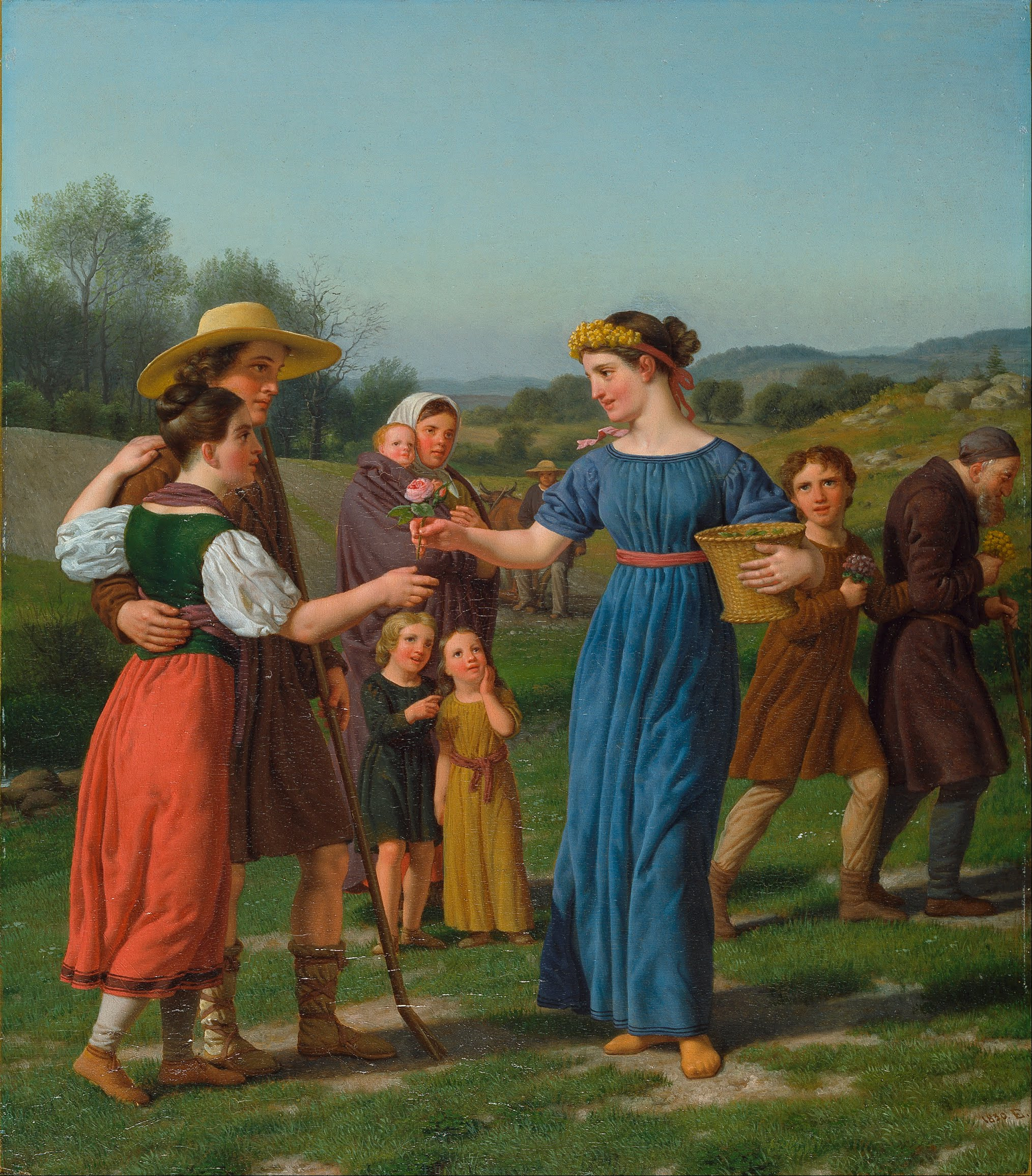
Egy lány Schiller verséből

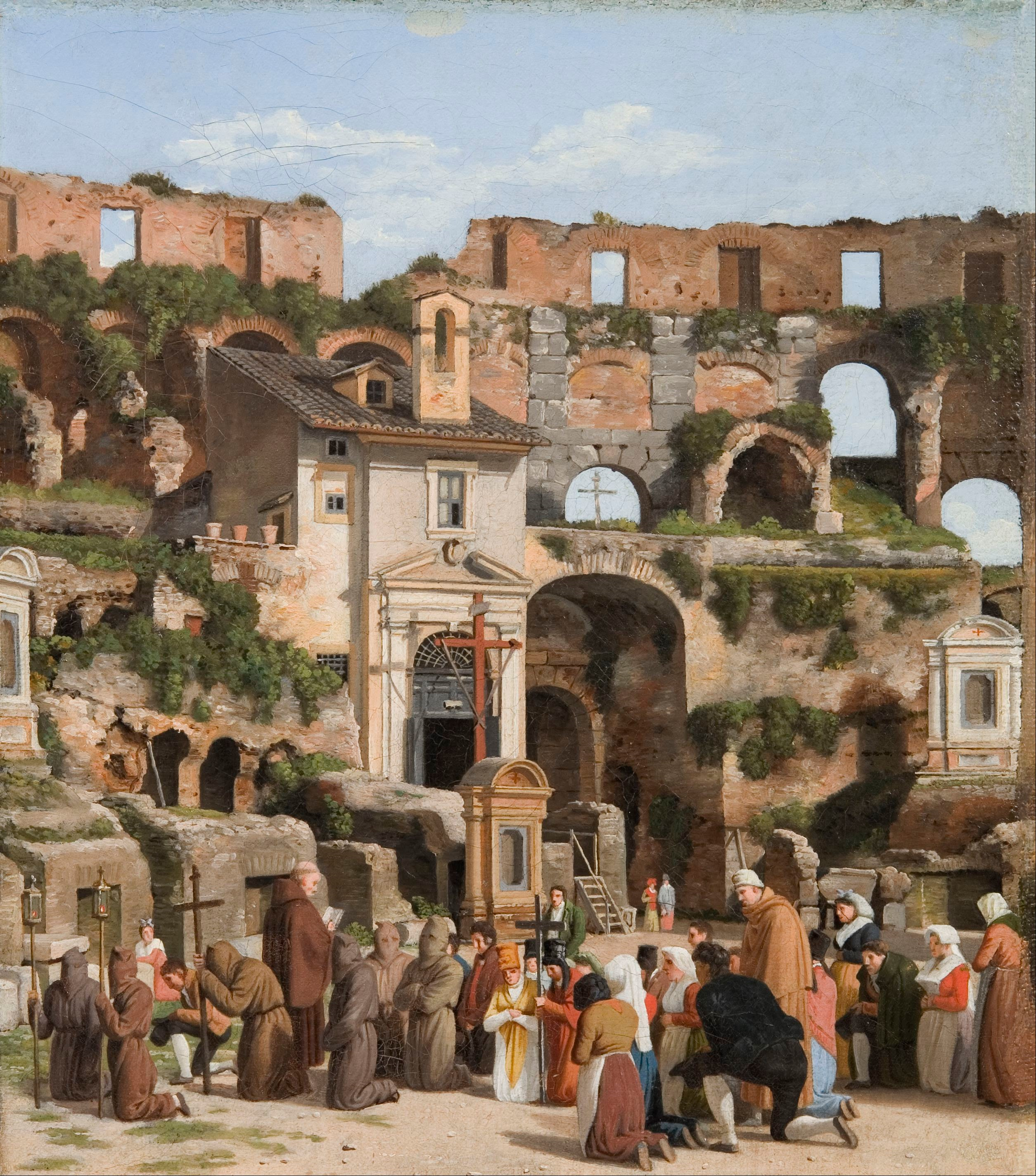
Kolosszeum

Christoffer Wilhelm Eckersberg, nemcsak művészi készségeinek és tudásának bővítés miatt vágyott az utazásokra, hanem azért is, hogy elkerülje a házasság valóságát, ezért más módon is gondoskodott az utazáshoz szükséges anyagi támogatásról. Az esküvő után néhány nappal; Július 3-án meg is kezdte utazását Tønnes Christian Bruun de Neergaard íróval együtt, aki lelkes művészetbarát és egyúttal anyagi támogatója is volt Németországon keresztül Párizsba utazott. Itt tanult 1811-től 1812-ig a neoklasszicista Jacques-Louis Davidnél. Az emberi forma megfestésében készségei fejlesztése céljából követve tanára intését, hogy fessen a természet és az antik után, hogy megtalálja az igazságot. Itt kötött életre szóló barátságot párizsi szobatársával és művésztársával Jens Peter Møller és Johan Frederik Clemens metszővel, Jens Juel munkatársával.
Két év után utazott tovább Firenzén keresztül Rómába, ahol 1813 és 1816 között folytatta tanulmányait. Történelmi festői készségeinek fejlesztésén dolgozott, és szívesen festett kisebb tanulmányokat is a helyi életről és környékről. Három évig élt ott egy művészboltban, Bertel Thorvaldsennél. Eckersberg és Thorvaldsen között szoros, tartós kapcsolat alakult ki, és a mester hűséges barátja és tanácsadója lett az ifjabb Eckersbergnek. Eckersberg 1814-ben Rómában  Thorvaldsenről festette meg egyik legjobb portréját, amelyet a Művészeti Akadémiaának adományoztak. A római élet egyetértett vele, és nagy hatással volt rá az ott megtapasztalt erős déli fény. Ezekben az években rengeteg munkája született, köztük számos kivételes tájtanulmány.
Közben az országon kívüli tartózkodása alatt véglegesítették Hyssingtől való válását is, majd 1816. augusztus 2-án visszatért Dániába.

## Akadémiai karrierje
Röviddel Dániába való visszatérése után Eckersberg felvételét kérte az Akadémiára, felvételi tárgyként a skandináv legendát, a "Baldur halálát" kapta. 1817. február 8-án vette feleségül Elisabeth Cathrine Julie Juelt, Jens Juel portréfestőnek az Akadémia professzorának lányát, kitől 1827-ben bekövetkezett halála előtt két fiuk és négy lányuk született.
1817 októberében vették fel az Akadémia tagjai közé, majd 1818-ban professzorrá is kinevezték Nicolai Abraham Abildgaard 1809-es halála után a megüresedett professzori posztra. Az Akadémia megvárta, amíg Eckersberg visszatért Dániába hallgatói utazásaiból, késleltetve ezzel Abildgaard tanítványának, Christian Fædder Høyernek, valamint Christian Gottlieb Kratzenstein-Stubnak és Johan Ludwig Lundnak az azonos pozícióra tett kísérleteit. Végül az Akadémia nem csak Eckersbergnek, hanem Lundnak is odaítélte a pozíciót.
Egy évvel feleségének Elisabethnek halála után, 1827-ben feleségül vette annak nővérét, Susanne Henriette Emilie Juelt, akitől több gyermeke is született.
1827 és 1829 között az Akadémia igazgatója volt. Látása későbbi életében megromlott, ezért fel kellett hagynia a festészettel. 1853. július 22-én, a nagy járvány idején Koppenhágában halt meg kolerában. A koppenhágai temetőben nyugszik.

## Művei

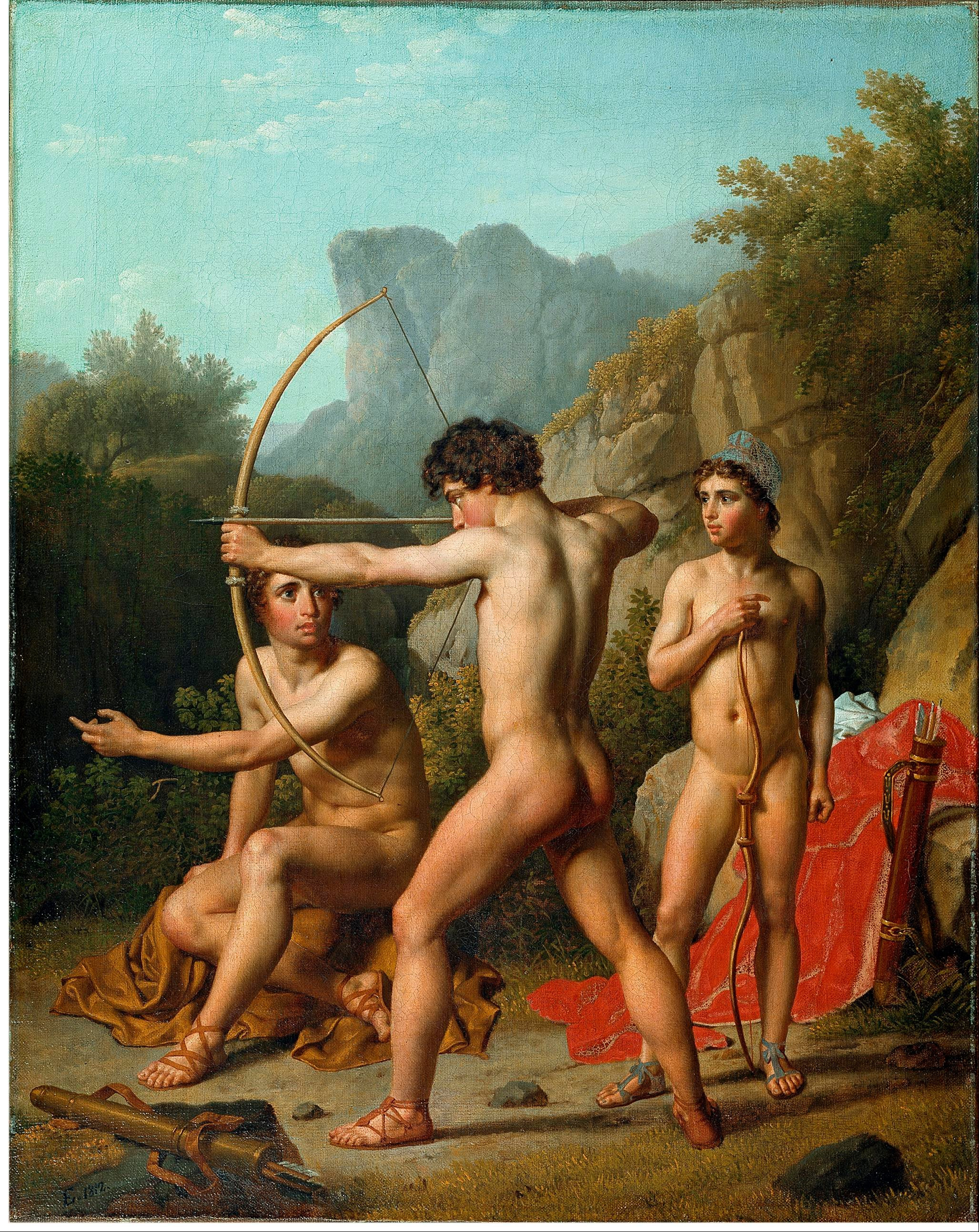
Spártaiak

Eckersberget a Christiansborg-palota részére számos történelmi festmény és oltárkép készítésével bízták meg. Legismertebb munkái a koppenhágai osztály portréi, mint például a "Nathanson család képe" (Det Nathansonske Familiebillede), 1818, és VI. Frigyes hivatalos portréja (VI. Frederik). E műfaji képességei ellenére portréi karrierje rövid életű volt, az akkoriban népszerű Christian Albrecht Jensen pályázata miatt.
Egy másik műfaj; a tengeri festmények készítése volt. Nagy rajongója volt a hajóknak, 56 évesen körbejárta a Skagerrakot, a Kattegatot, az Északi-tengert egészen a La Manche csatornáig. A nyílt tengeri hajózás élménye új dimenziót adott tengeri festményeinek. Munkái ez ideig inkább nyugodt ábrázolások voltak, ez időtől pedig már nagyobb figyelmet fordított a mozgásra és a hullámokra is.
Az Admiralitás 1819-ben ingyenes belépést biztosított részére a koppenhágai haditengerészeti állomásra (Holmen), alkalmat adva így, hogy megtekintse a sok hajót, melyek festményeinek kedvenc motívumai lettek. Mivel nyáron a tengerészek itt gyakorolták az úszást (természetesen meztelenül). Ez kivételes alkalmat adott Eckersbergnek, hogy teljesen levetkőzve nézze a férfiakat, és művészi értékelést készítsen testfelépítésükről. Így tanulmányozva azokat a modelleket, amelyekre szüksége volt a görög vagy ókori motívumokkal készült festményeihez.
Legnagyobb hozzájárulása a festészethez az Akadémia professzoraként volt. Újraélesztve a tanítást azáltal, hogy a diákokat tanulás céljából kivezette a természetbe. Ily módon ő vezette be a dán művészetbe a természet közvetlen tanulmányozását. Arra is ösztönözte tanítványait, hogy fejlesszék egyéni erősségeiket, így alakítsanak ki egyedi stílusokat. Tengeri festményei miatt egyre nagyobb érdeklődést mutatott a perspektíva iránt. A festészetben használt lineáris perspektíva                 (Linearperspektiven, anvendt paa Malerkunsten) témában 1841-ben írt dolgozatot és órákat tartott a témában az Akadémián is. Kis számú rézkarcot is készített, melyekben a mindennapi élet megfigyeléseit ötvözte a klasszikus, harmonikus kompozíciós elvekkel. Ez vezetett ahhoz a jellegzetes modorhoz, ahogyan az aranykori festők a hétköznapi életet ábrázolják.

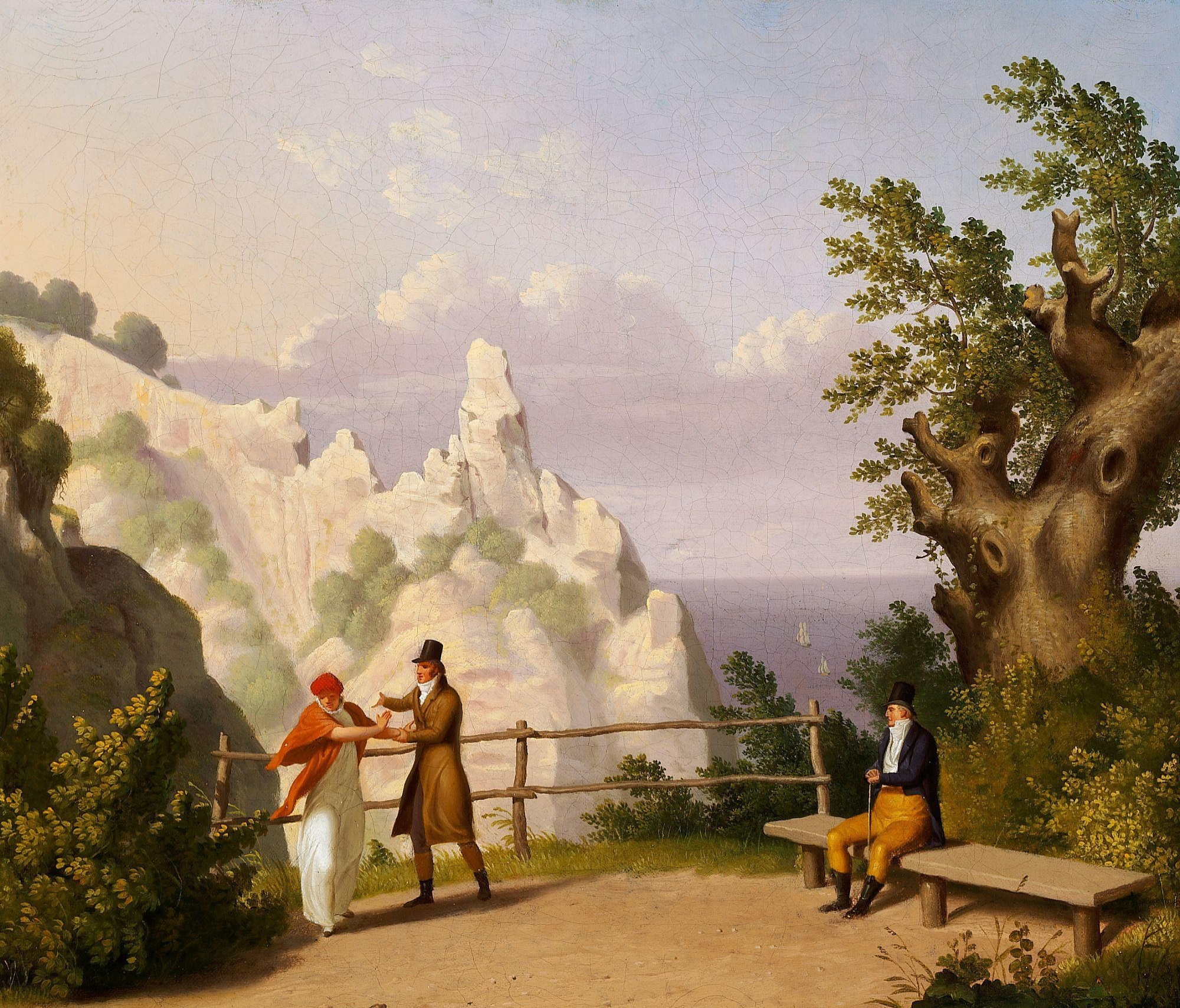
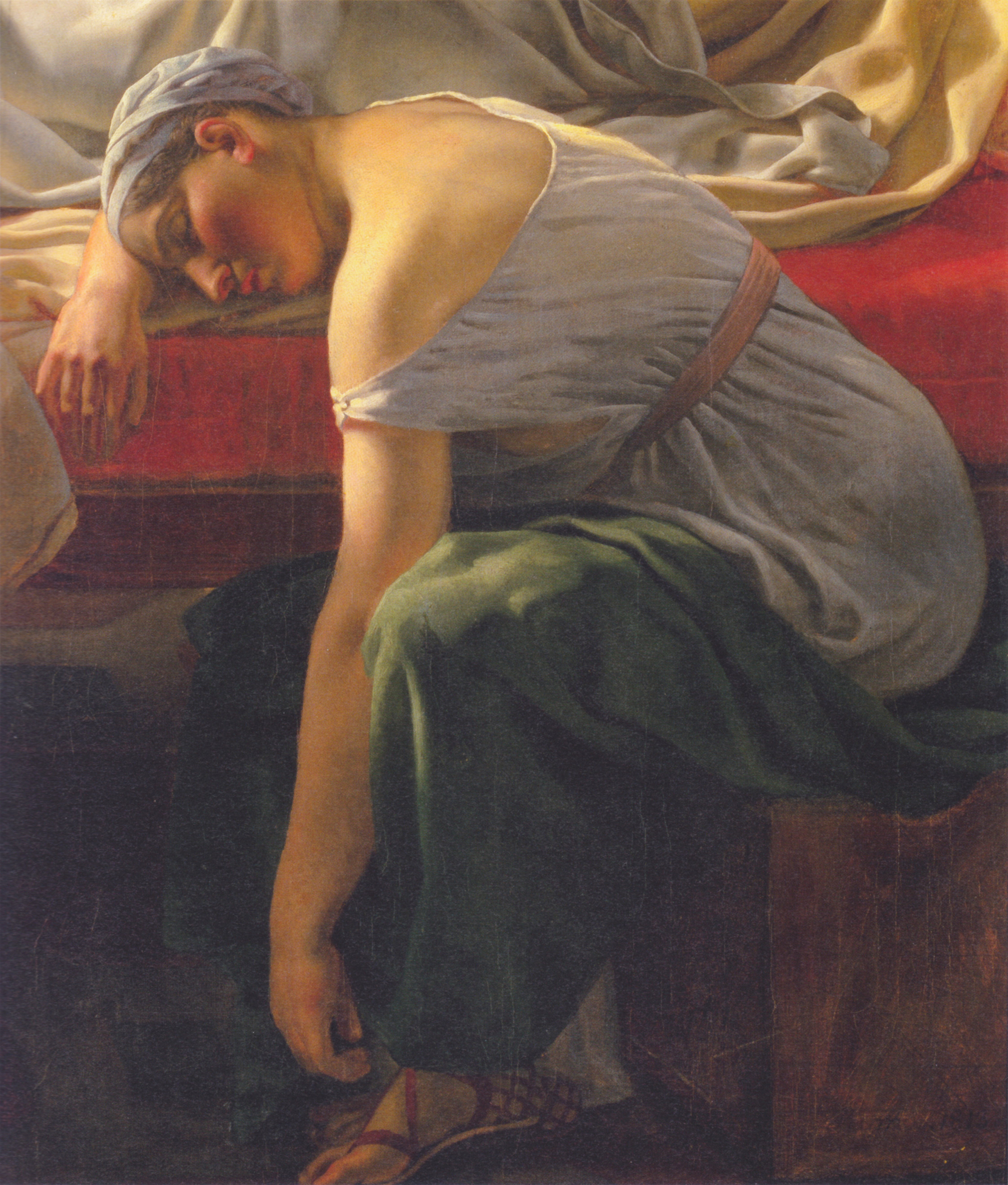
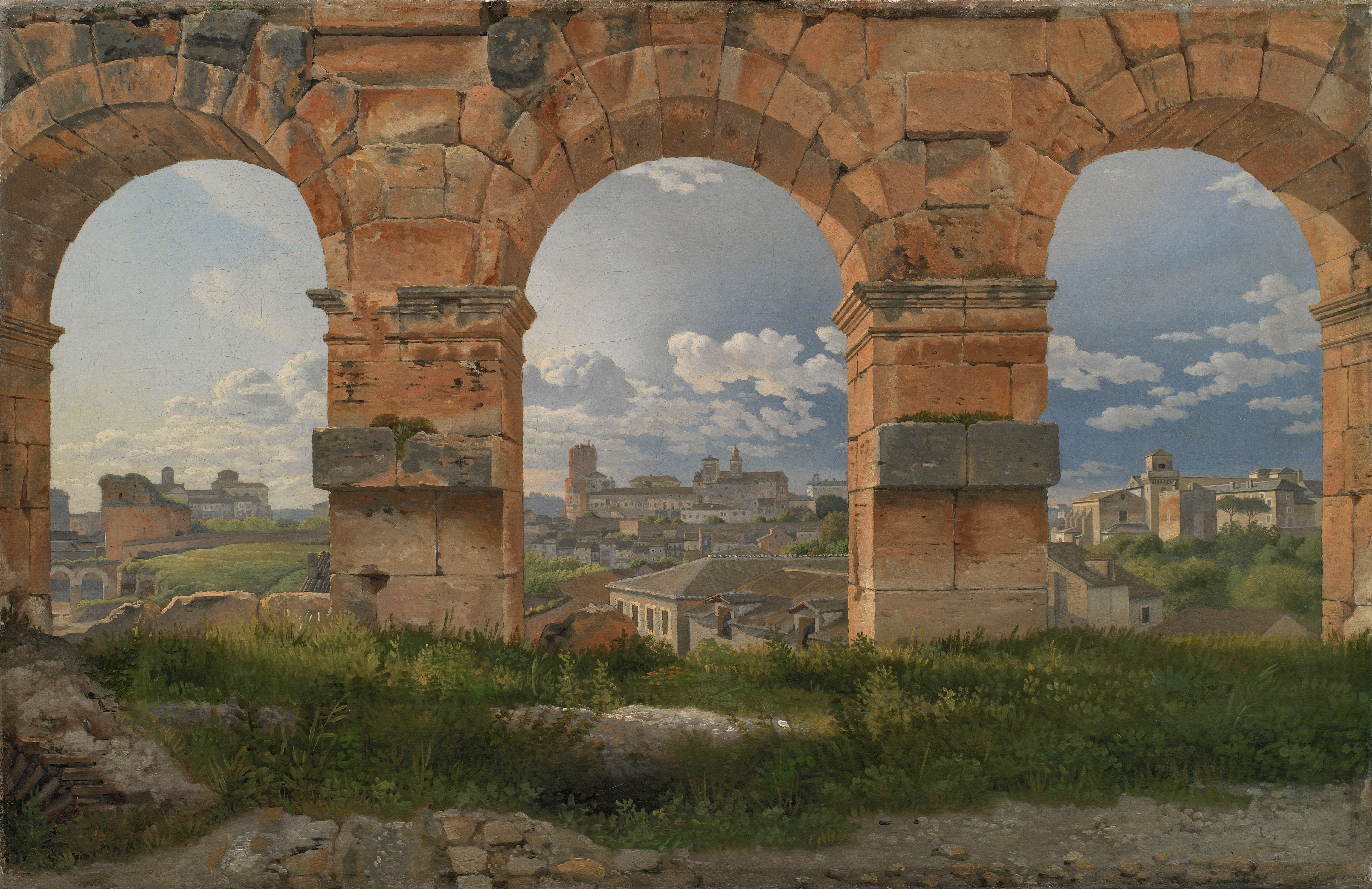
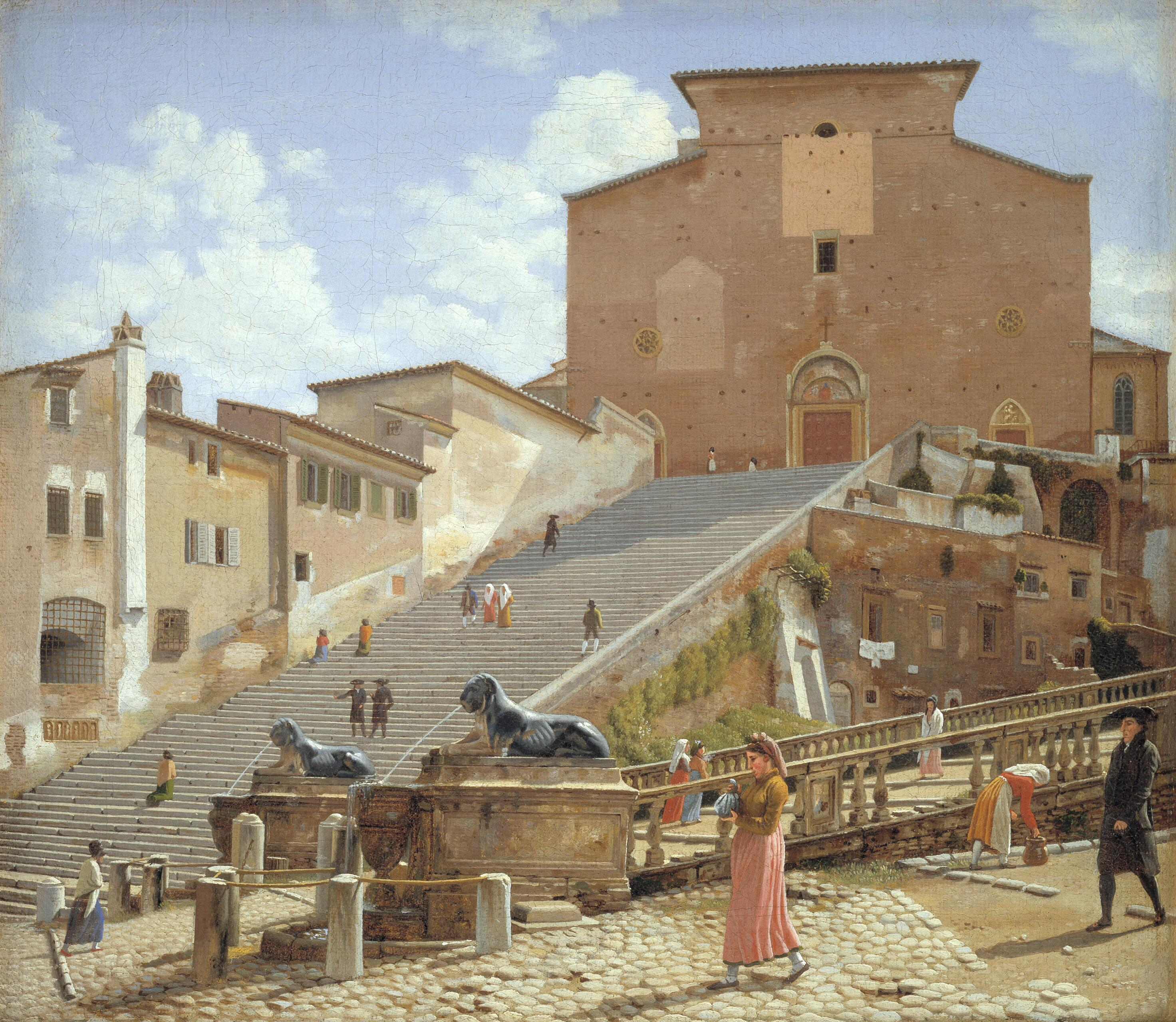
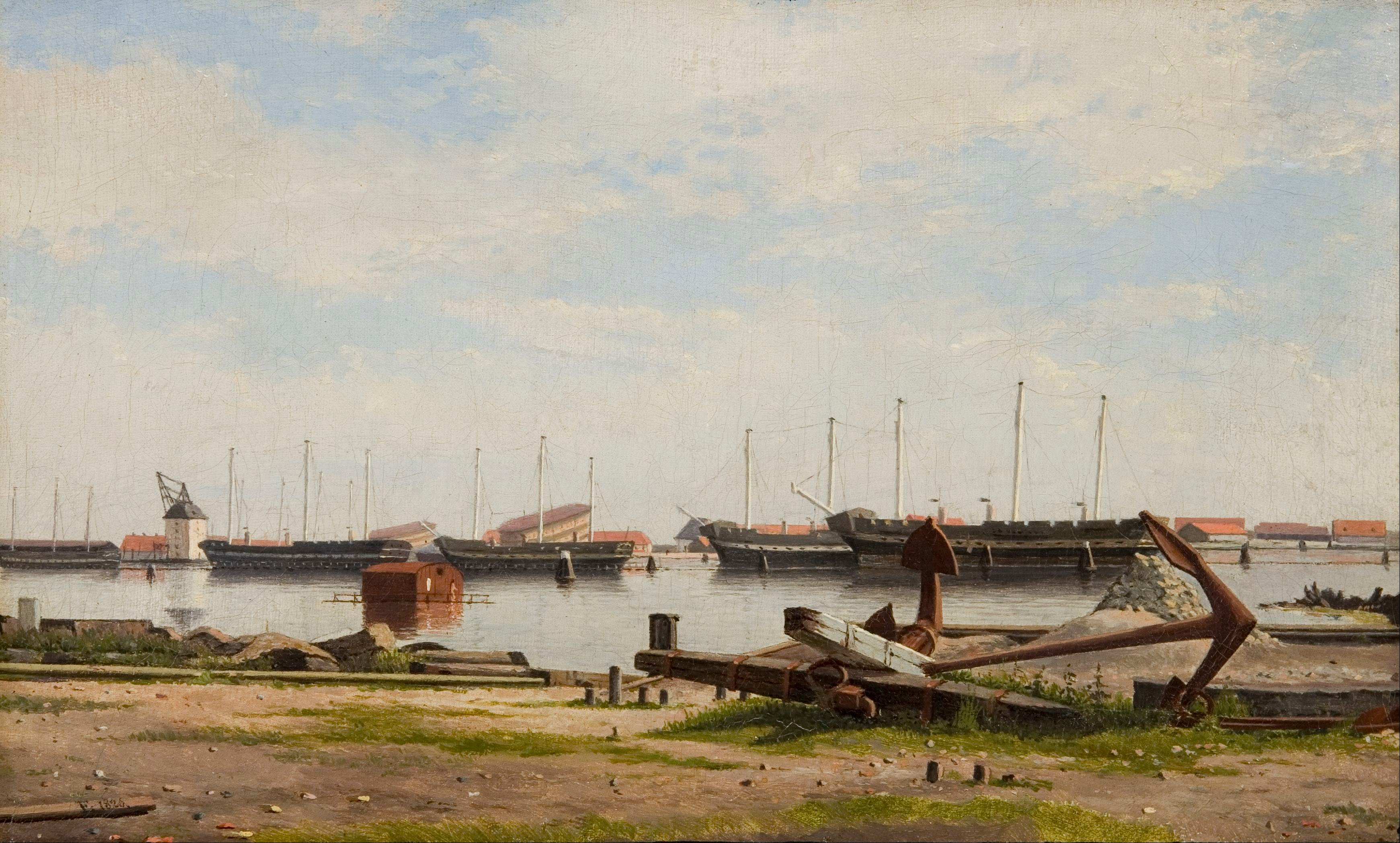
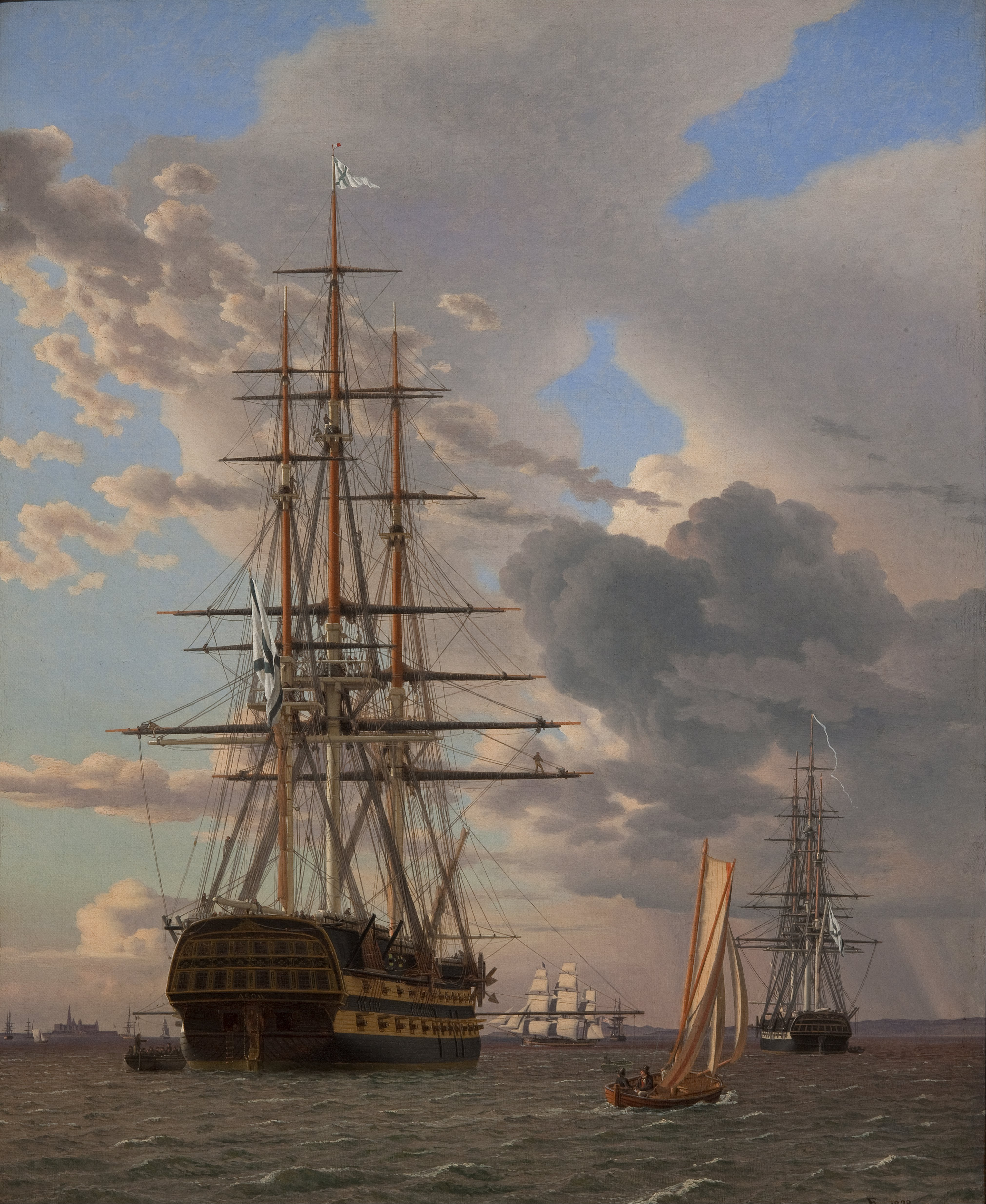
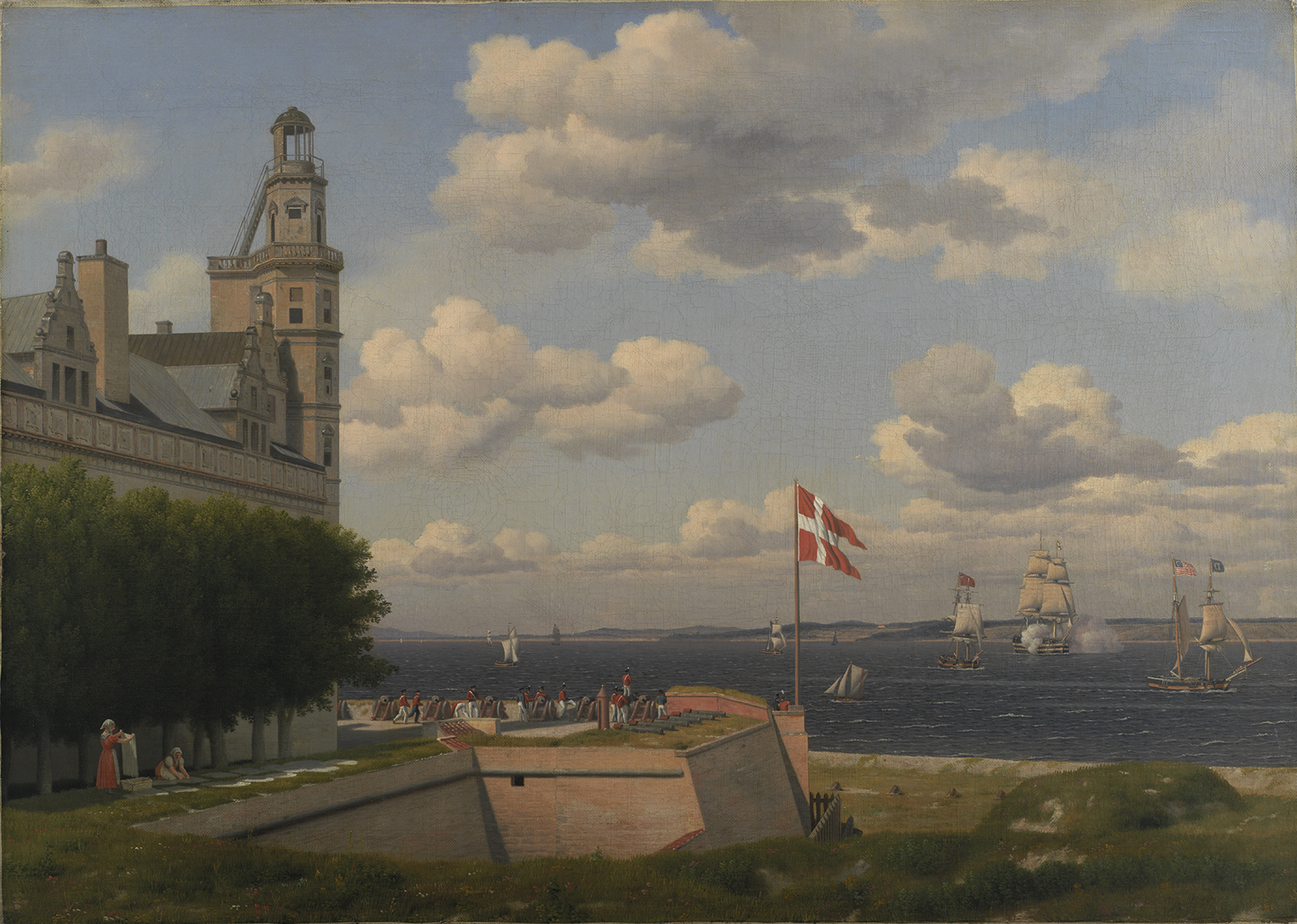
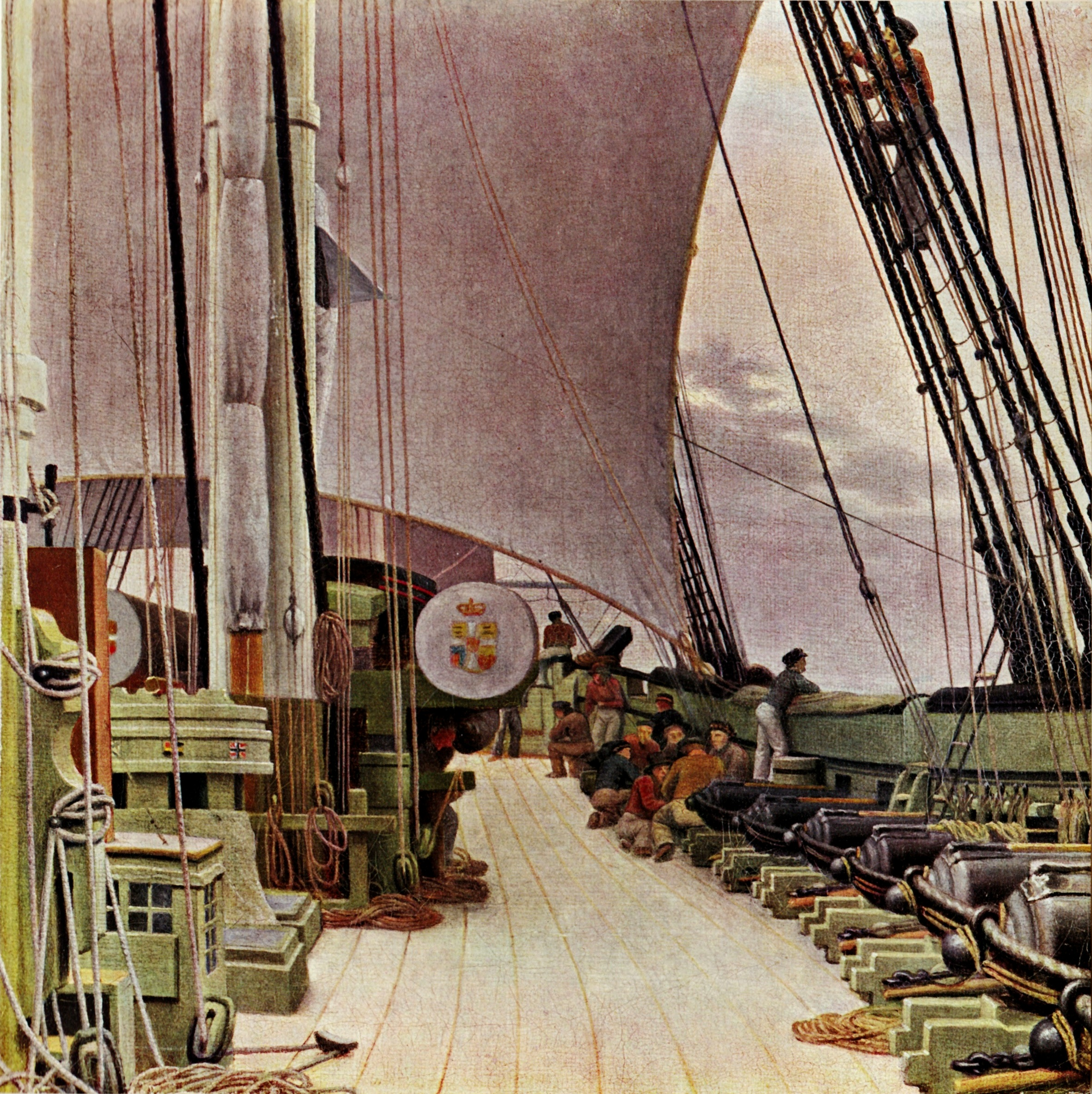
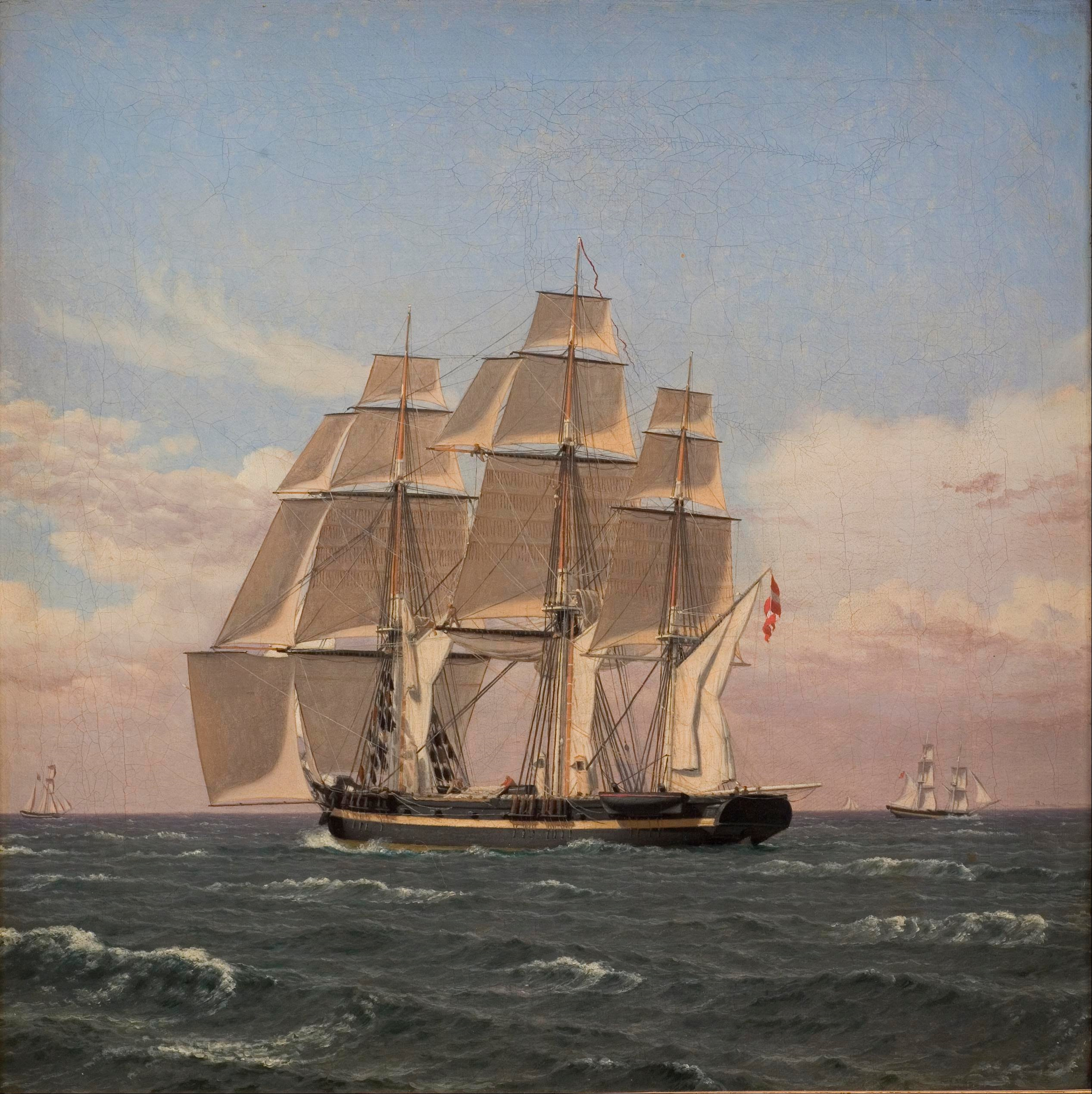
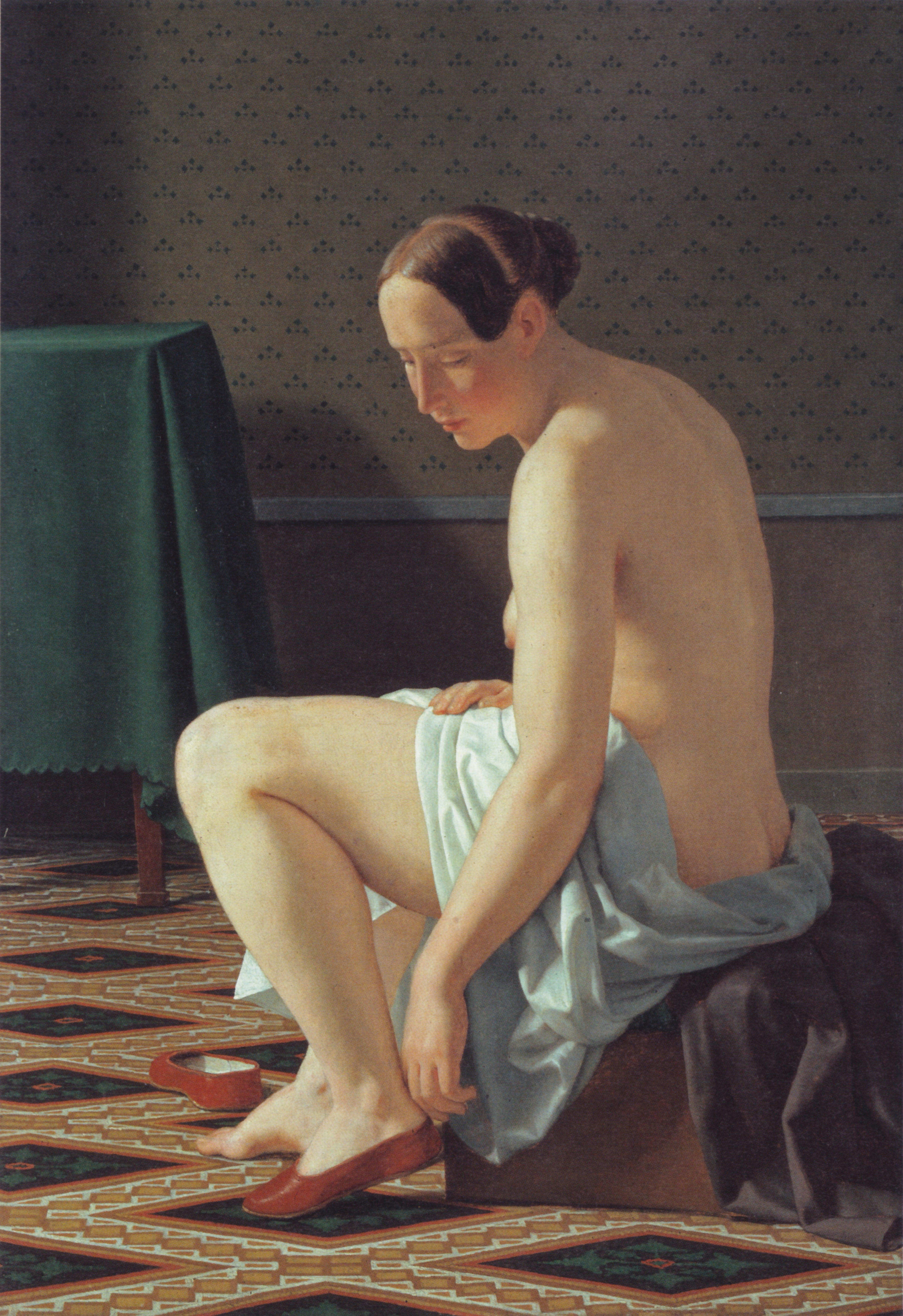
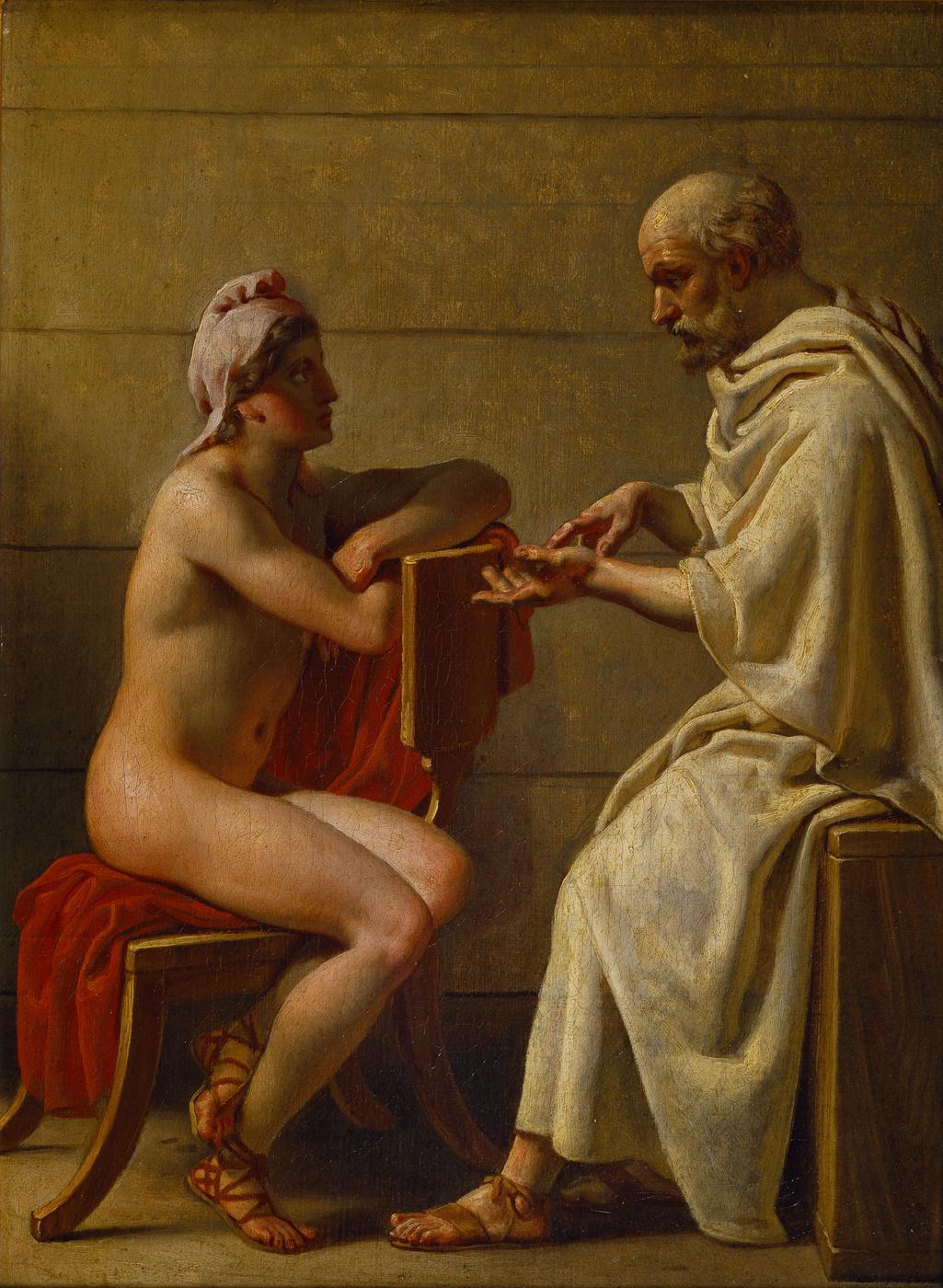
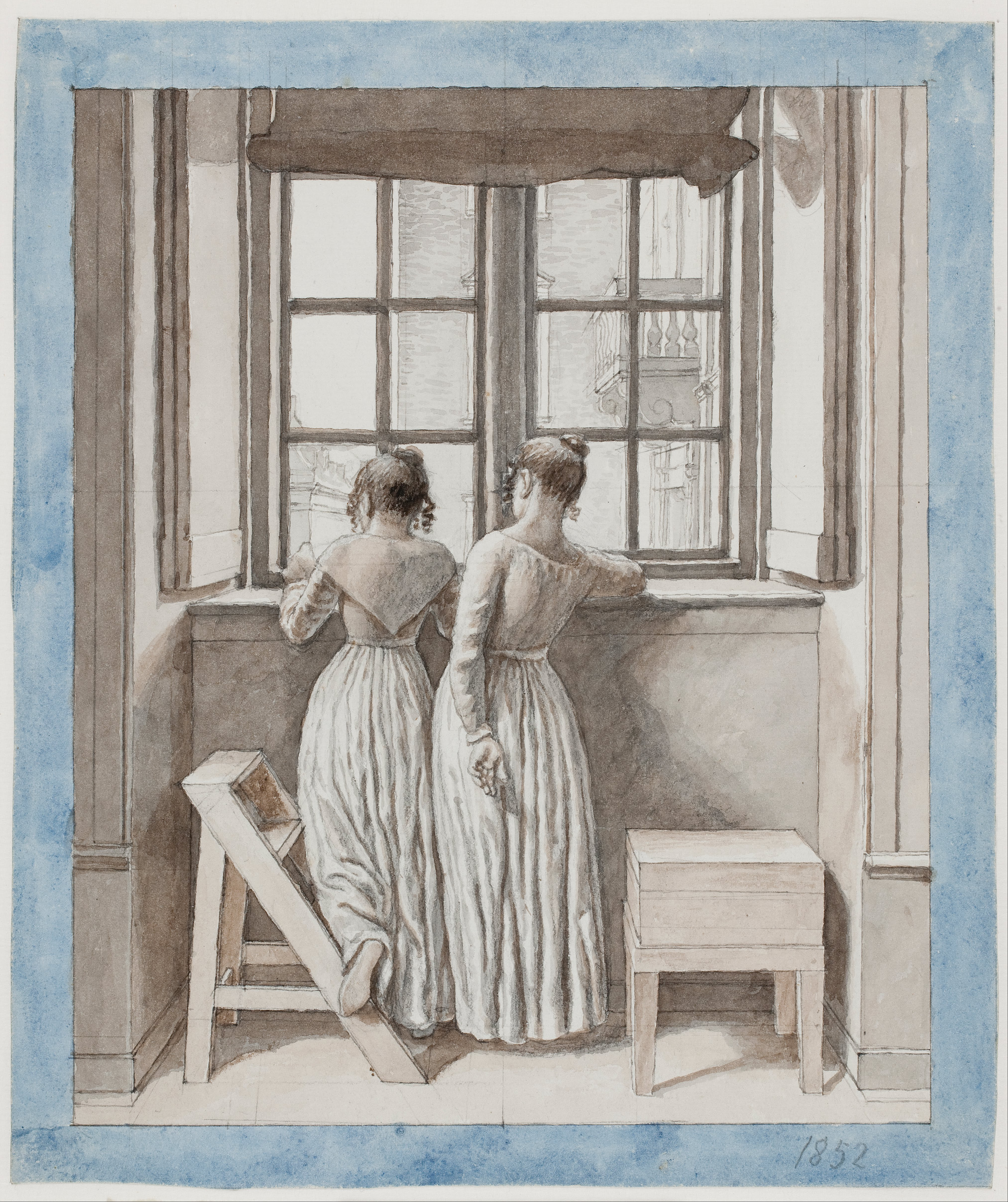
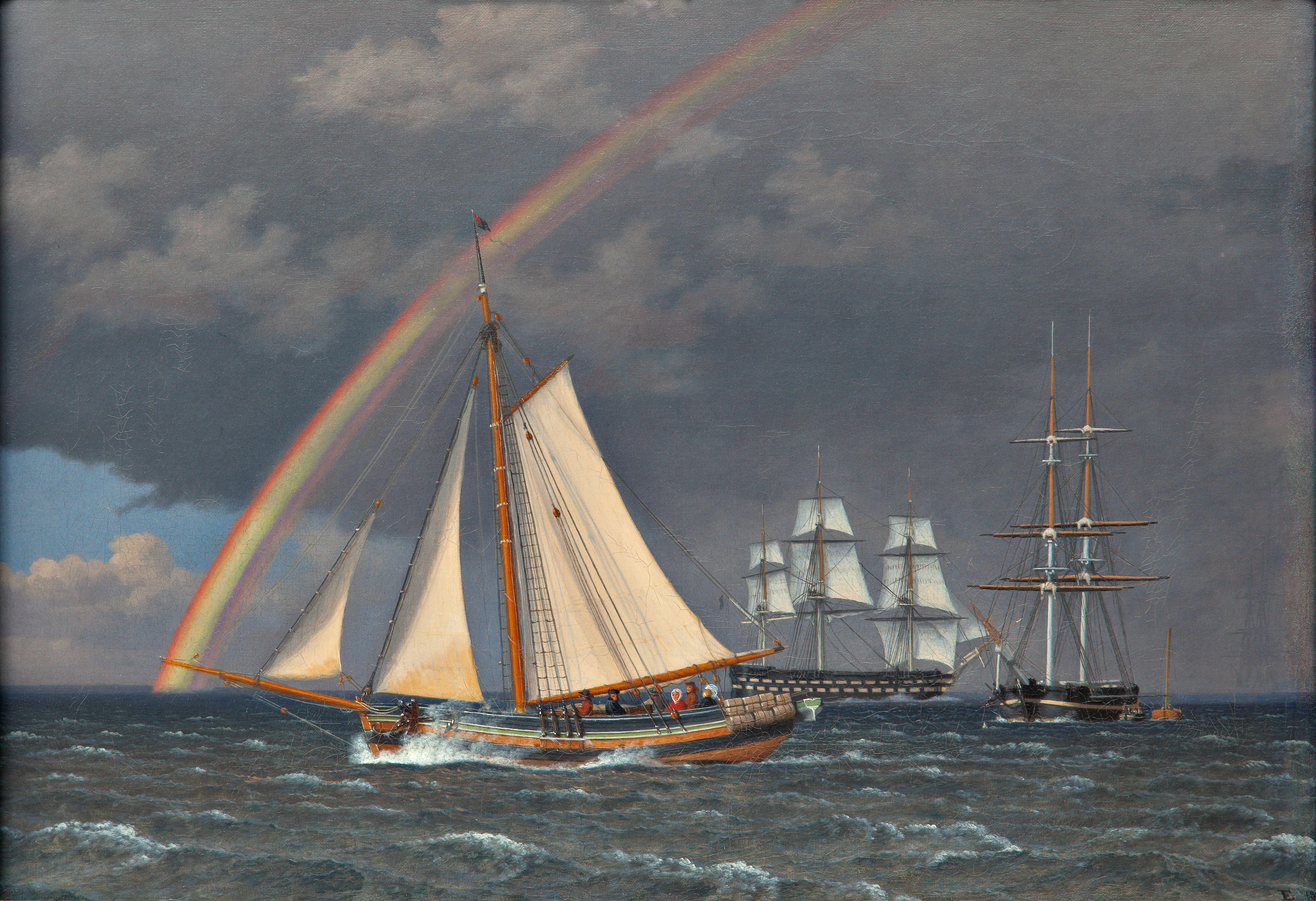
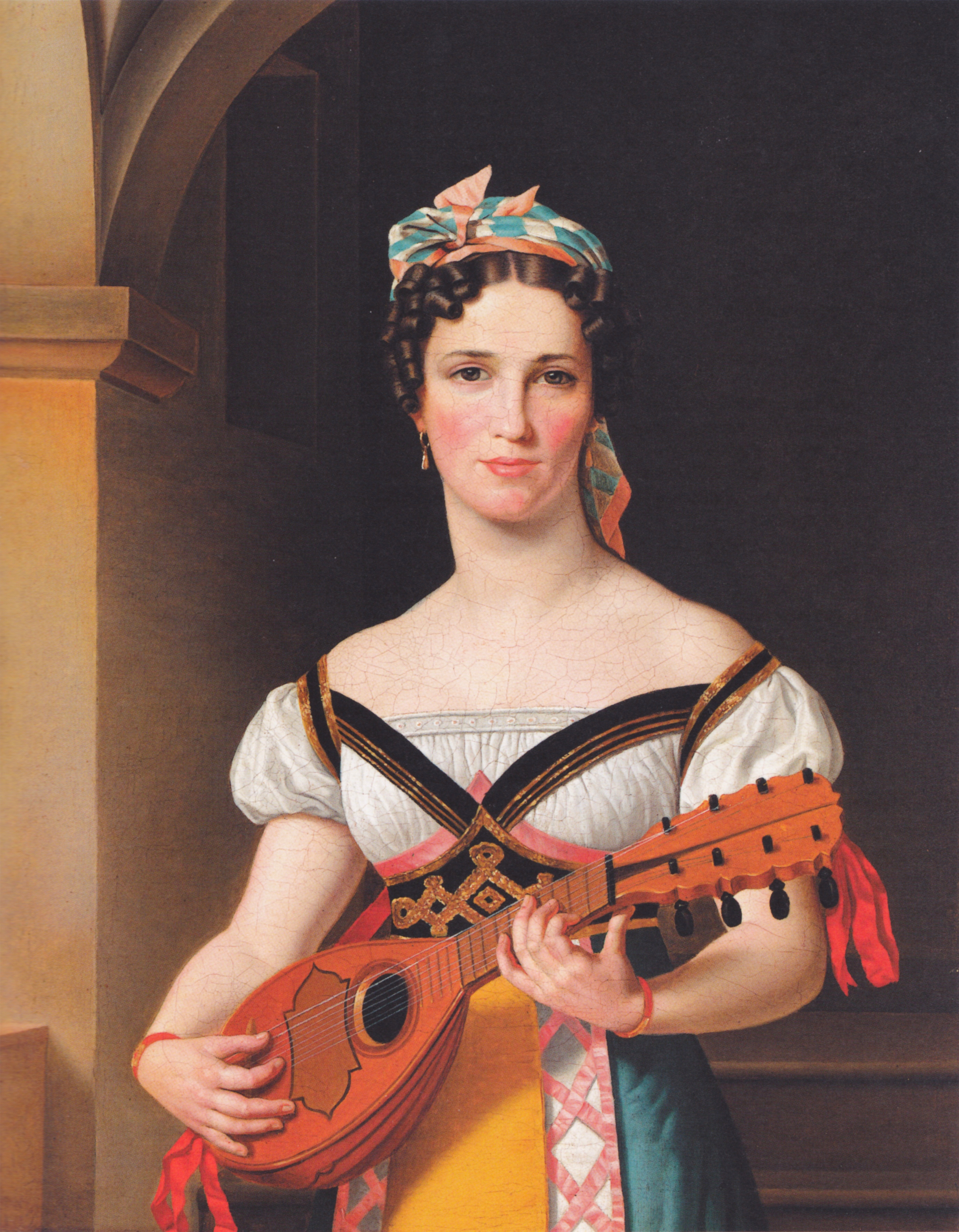

## Tanítványai voltak
- Joel Ballin (1822–1885)
- Wilhelm Bendz (1804–1832)
- Detlev Blunck (1798–1853)
- Joachim Ludwig Bünsow (1821–1910)
- Carl Dahl (1812–1865)
- Christen Dalsgaard
- Anton Dorph
- Dankvart Dreyer
- Heinrich Eddelien
- Julius Exner (1825–1910)
- Lorenz Frølich (1820–1908)
- Peter Gemzøe
- Johan Vilhelm Gertner (1818–1871)
- Louis Gurlitt (1812–1897)
- Hans Jørgen Hammer
- Constantin Hansen (1804–1880)

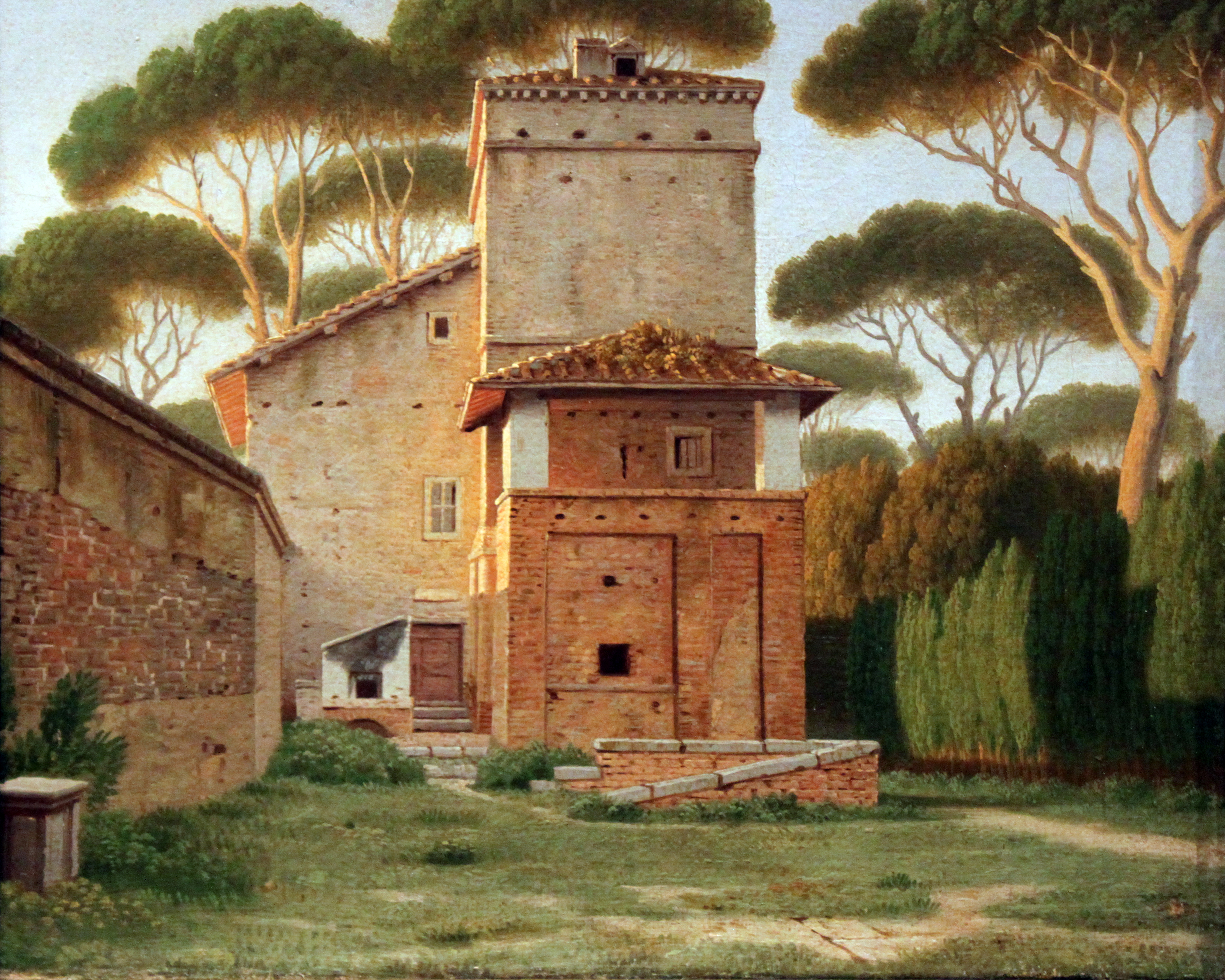
Római villa

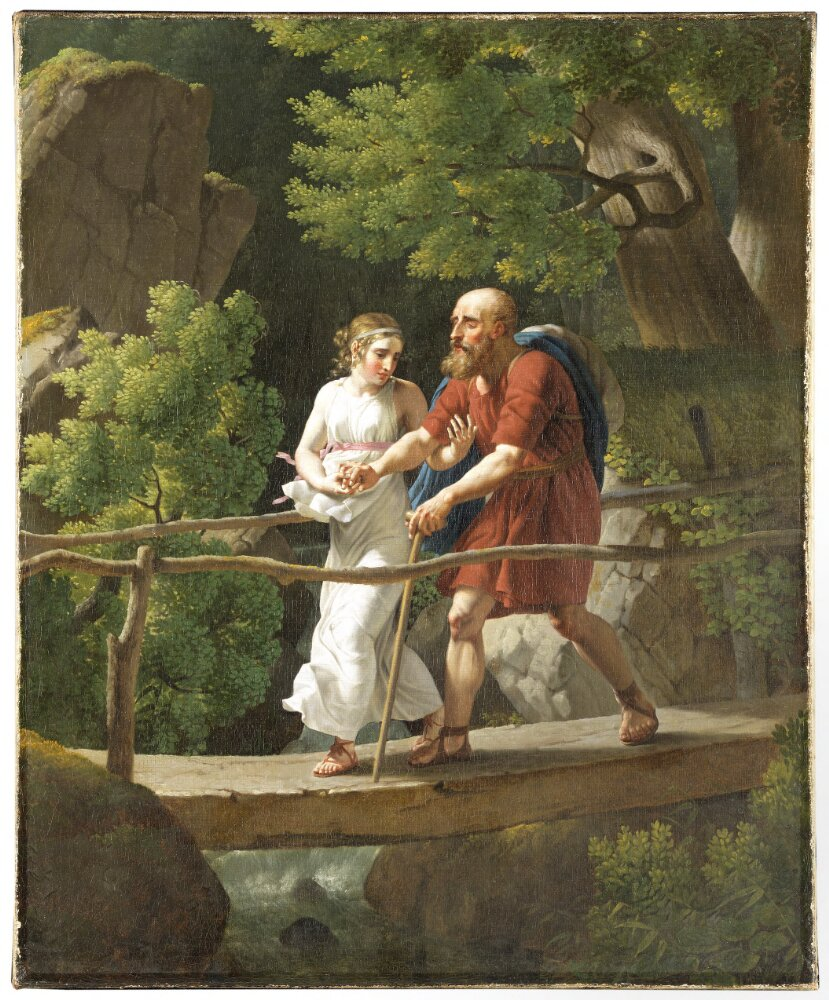
Oedipus és Antigone

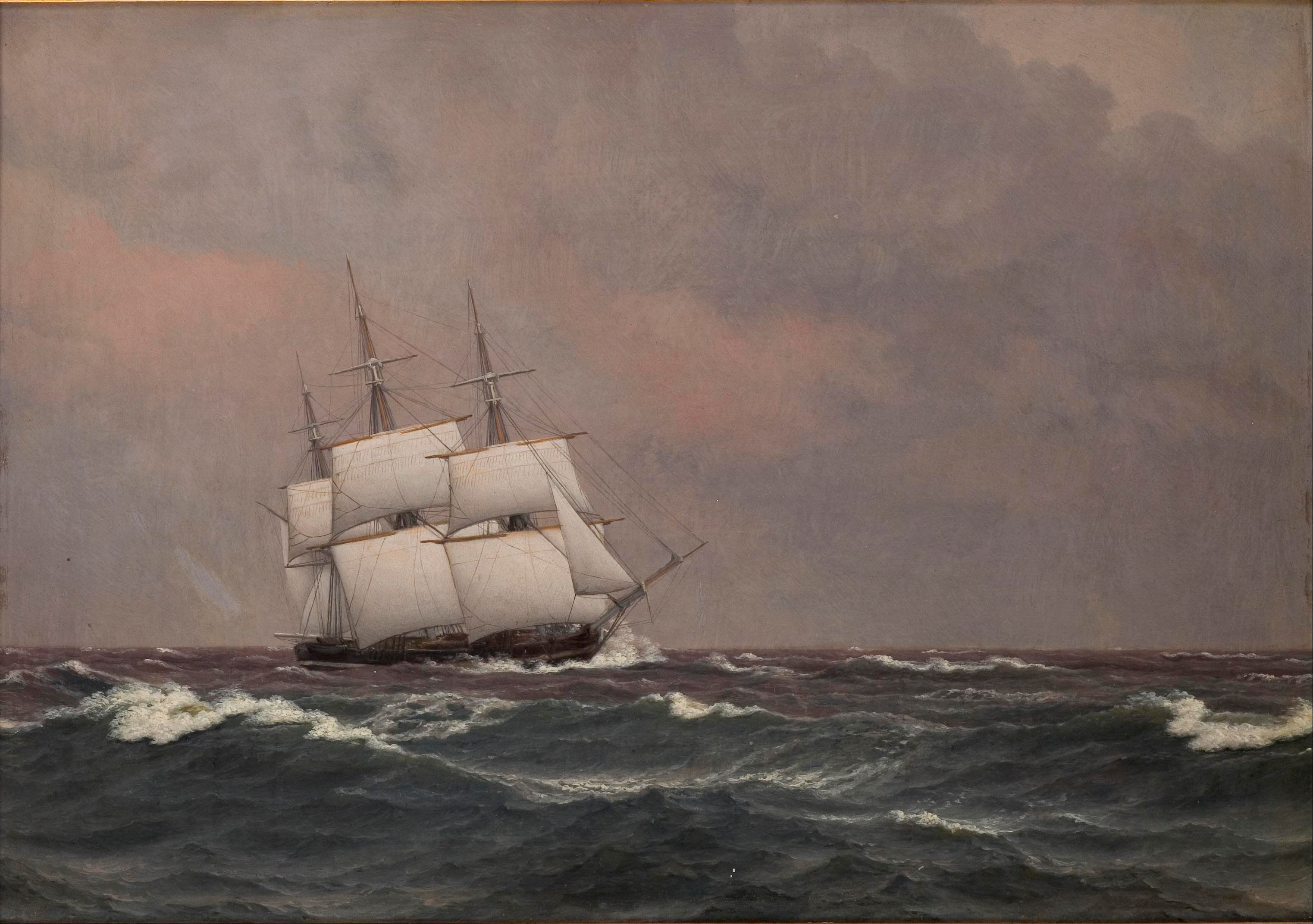

- Frederik Christian Kiærskou (1805–1891)
- Frederik Theodor Kloss
- Christen Købke (1810–1848)
- Johann August Krafft (1798–1829)
- Albert Küchler (1803–1886)
- Christen Købke
- Vilhelm Kyhn (1819–1903)
- Emanuel Larsen
- Christine Løvmand
- Wilhelm Marstrand (1810–1873)
- Anton Melbye (1818–1875)
- Ernst Meyer (1797–1861)
- Adam August Müller
- Emil Normannl
- Fritz Petzholdt
- Jørgen Roed (1808–1888)
- Martinus Rørbye (1803–1848)
- Charles Roß (1816–1858)
- Carl Frederik Sørensen (1818–1879)
- Anna Caroline Stelzner (1808–1875)
- Friedrich Thöming (1802–1873)
- Adolph Friedrich Vollmer (1806–1875)
- Friederike Westphal (1822–1905)
- Kilian Zoll (1818–1860)